# Lista siturilor arheologice din județul Argeș - D
Lista siturilor arheologice din județul Argeș - D conține toate siturile arheologice din județul Argeș înscrise în Repertoriul Arheologic Național (RAN) și aflate în localități al căror nume începe cu litera D. RAN este administrat de Ministerul Culturii și Patrimoniului Național și cuprinde date științifice, cartografice, topografice, imagini și planuri, precum și orice alte informații privitoare la zonele cu potențial arheologic, studiate sau nu, încă existente sau dispărute.
Puteți căuta un sit din localitățile care încep cu litera D folosind formularul de mai jos sau puteți naviga prin toate siturile din județ la Lista siturilor arheologice din județul Argeș.
| Cod RAN                                  | Denumire | Localitate                            | Adresă    | Datare    | Descoperit | Coordonate                                    | Imagine           | Erori            |
| ---------------------------------------- | --- | ------------------------------------- | --------- | --------- | ---------- | --------------------------------------------- | ----------------- | ---------------- |
| 16436.01.01 (Cod LMI: AG-I-s-A-13362.02) | Așezarea Tei de la Dobrești - "La Movile" / ansamblu anonim (Categorie: locuire civilă) (Tip: Așezare)           | sat Dobrești, comuna Dobrești         | La Movile | Tei       |            | 44°56′50″N 25°07′10″E / 44.94722°N 25.11944°E | Încărcați imagine | Raportați eroare |
| 16436.01.02 (Cod LMI: AG-I-s-A-13362.01) | Așezarea Tei de la Dobrești - "La Movile" / ansamblu anonim (Categorie: locuire civilă) (Tip: Tumul)             | sat Dobrești, comuna Dobrești         | La Movile |           |            | 44°56′50″N 25°07′10″E / 44.94722°N 25.11944°E | Încărcați imagine | Raportați eroare |
| 16463.02 (Cod LMI: AG-IV-m-A-13947)      | Cruce de piatră la Domnești (Categorie: structură de cult/religioasă) (Tip: cruce)                               | sat Domnești, comuna Domnești         |           | 1753      |            |                                               | Încărcați imagine | Raportați eroare |
| 16481.05 (Cod LMI: AG-IV-m-A-13949)      | Cruce de piatră la Dragoslavele (Categorie: structură de cult/religioasă) (Tip: cruce)                           | sat Dragoslavele, comuna Dragoslavele |           | 1632-1654 |            |                                               | Încărcați imagine | Raportați eroare |
| 16481.06 (Cod LMI: AG-IV-m-A-13950)      | Cruce de piatră la Dragoslavele (Categorie: structură de cult/religioasă) (Tip: cruce)                           | sat Dragoslavele, comuna Dragoslavele |           | 1568      |            |                                               | Încărcați imagine | Raportați eroare |
| 16481.07 (Cod LMI: AG-IV-m-A-13951)      | Cruce de piatră a lui Lupu Vameșul la Dragoslavele (Categorie: structură de cult/religioasă) (Tip: cruce)        | sat Dragoslavele, comuna Dragoslavele |           | 1692      |            |                                               | Încărcați imagine | Raportați eroare |
| 16481.09 (Cod LMI: AG-IV-m-A-13952)      | A doua cruce de piatră a lui Lupu Vameșul la Dragoslavele (Categorie: structură de cult/religioasă) (Tip: cruce) | sat Dragoslavele, comuna Dragoslavele |           | 1716      |            |                                               | Încărcați imagine | Raportați eroare |
| 16481.08 (Cod LMI: AG-IV-m-A-13953)      | Crucea de piatră a lui Coman Pârcălabul la Dragoslavele (Categorie: structură de cult/religioasă) (Tip: cruce)   | sat Dragoslavele, comuna Dragoslavele |           | 1724      |            |                                               | Încărcați imagine | Raportați eroare |
| 16481.10 (Cod LMI: AG-IV-m-A-13954)      | Cruce de piatră la Dragoslavele (Categorie: structură de cult/religioasă) (Tip: cruce)                           | sat Dragoslavele, comuna Dragoslavele |           | 1674      |            |                                               | Încărcați imagine | Raportați eroare |